# Hans Bechly
Hans Georg Wilhelm Bechly (* 20. November 1871 in Neubrandenburg; † 21. September 1954 in Hamburg) war ein deutscher Kaufmann und Gewerkschafter. Er war von 1911 bis 1933 Verbandsvorsteher des Deutschnationalen Handlungsgehilfen-Verbandes (DHV).

## Werdegang
Hans Bechly kam zur Welt als Sohn des Kaufmanns und Brauereibesitzers Adolf (Friedrich Heinrich) Bechly (1839–1906) und dessen Frau Anna (Elisabeth Christine Friederike), geb. Grapow (1843–1914), Kaufmannstochter aus Neubrandenburg. Sein Bruder Karl (Friedrich Adolf) Bechly (1876–1924) führte in Neubrandenburg die Brauerei weiter und brachte das in dritter Generation bestehende Familienunternehmen 1910 in die Brauerei Janssen & Bechly ein.
Bechly besuchte das Gymnasium seiner Vaterstadt bis zur Obersekunda und absolvierte zwischen 1889 und 1893 bei J. P. Schomann in Rostock eine kaufmännische Lehre. Nach seinem Militärdienst im Königin-Elisabeth-Garde-Grenadier-Regiment Nr. 3 in Charlottenburg war er von Mai 1894 bis Juli 1900 in verschiedenen Stellungen als Handlungsgehilfe im Eisengewerbe tätig.
Gleichzeitig übernahm er im Deutschnationalen Handlungsgehilfen-Verband ehrenamtlich das Amt eines Vertrauensmannes und Gauvorstehers. Ab dem 1. Juli 1900 war er hauptberuflich für den Verband tätig. Er wurde 1901 Verwaltungsmitglied und 1904 Gauvorsteher für Berlin-Brandenburg. Der Wahl zum stellvertretenden Verbandsvorsteher im Jahr 1908 folgte 1911 die Wahl an die Spitze des Verbandes.
Daneben war Bechly 2. Vorsitzender des Deutschen Gewerkschaftsbundes (DGB), Vorsitzender des Gesamtverbandes deutscher Angestelltengewerkschaften (Gedag), Vorsitzender des Aufsichtsrates der Gemeinnützigen Aktien-Gesellschaft für Angestellten-Heimstätten (GAGFAH) sowie Vorsitzender des Aufsichtsrats des Deutschnationalen Versicherungs-Rings.
Nach 1945 war er unter den ersten, die gemeinsam mit Wilhelm Dörr die Deutsche Angestellten-Gewerkschaft (DAG) aufbauten.

## Ehrungen
- Kronenorden IV. Klasse
- 1952: Großes Verdienstkreuz der Bundesrepublik Deutschland